# Marilyn Sitzman

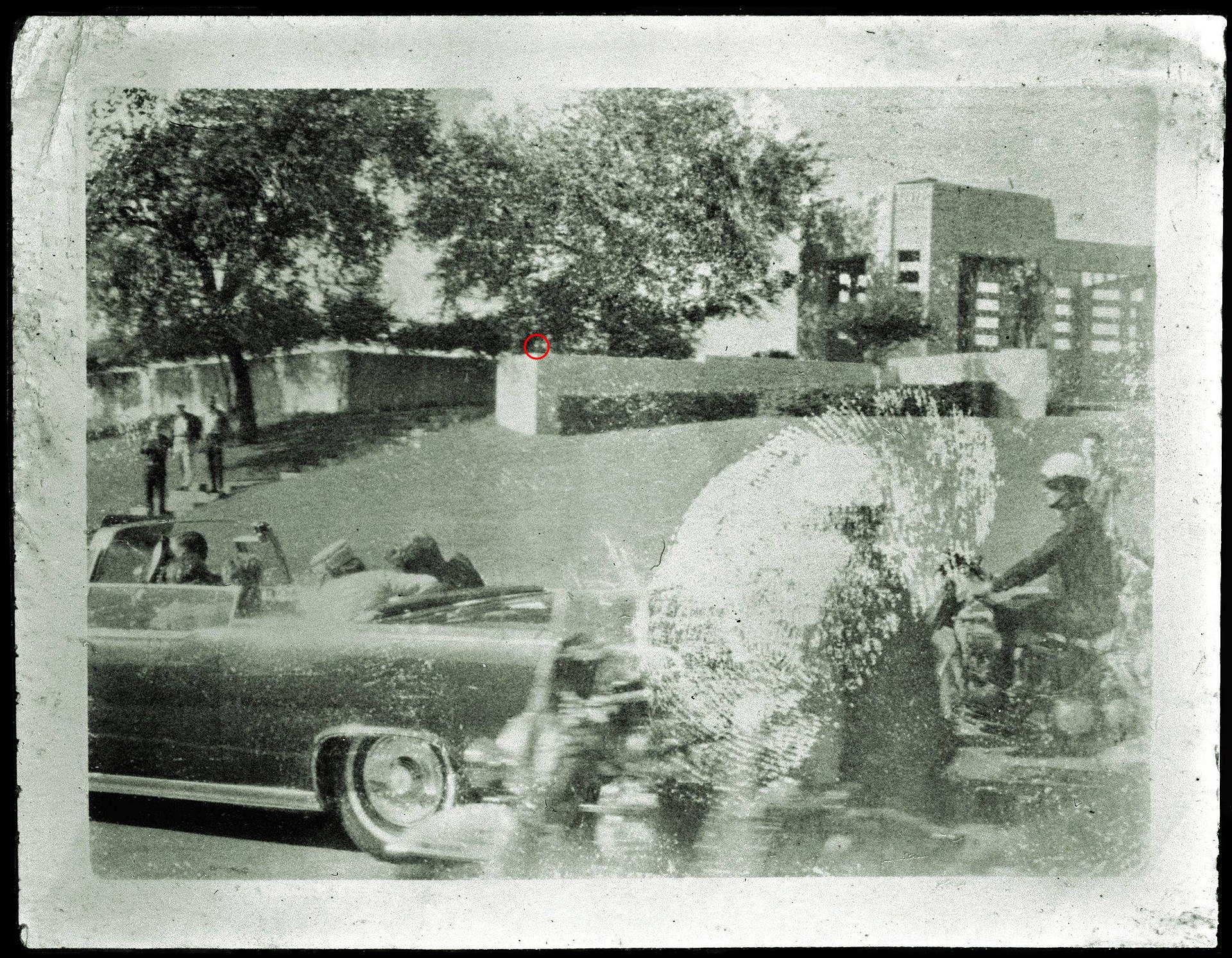
Oryginalne zdjęcie wykonane przez Mary Moorman, przedstawiające reakcję Kennedy’ego i jego żony na strzelaninę. Po prawej stronie u góry zdjęcia, na cokole, widać filmującego Abrahama Zaprudera i Marilyn Sitzman

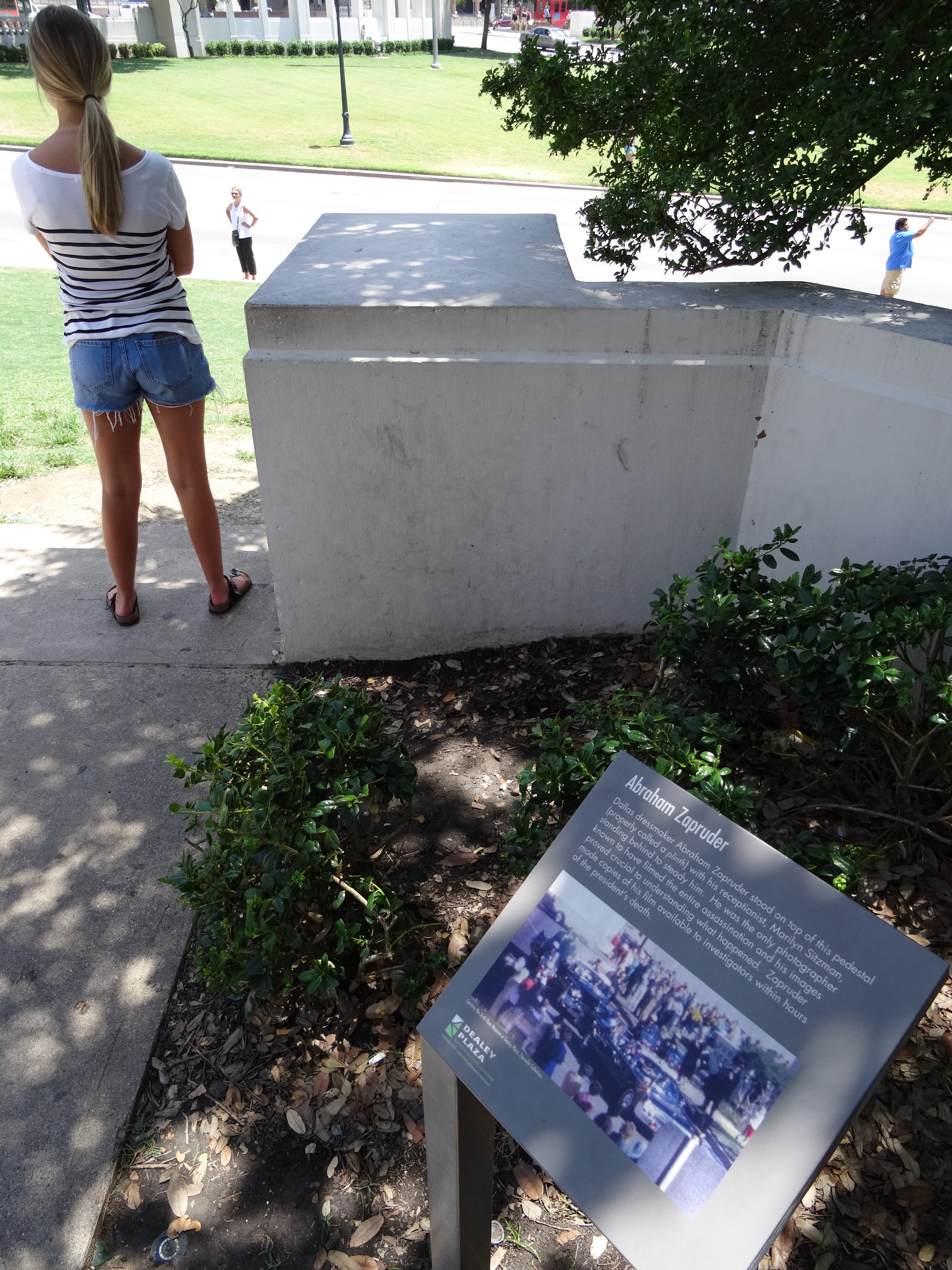
Cokół na którym stali Zapruder i Sitzman w trakcie filmowania

Pergola i cokół na którym stali Zapruder i Sitzman

Marilyn Sitzman (ur. 14 grudnia 1939 w Lafayette, zm. 11 sierpnia 1993 w Mesquite) – świadek zamachu na prezydenta Stanów Zjednoczonych Johna F. Kennedy’ego 22 listopada 1963 roku w Dallas.

## Życiorys
Marilyn Sitzman urodziła się w Lafayette w stanie Kolorado i studiowała na University of Colorado Boulder, po czym przeprowadziła się do Dallas, gdzie dostała pracę jako recepcjonistka w firmie odzieżowej Jennifer Juniors należącej do Abrahama Zaprudera, producenta odzieży.
Firma odzieżowa Zaprudera mieściła się w budynku Dal-Tex przy 501 Elm Street, jedną przecznicę od Dealey Plaza, przez który 22 listopada przejeżdżała prezydencka kawalkada. Budynek Dal-Tex znajduje się naprzeciwko Texas School Book Depository. Szef Sitzman, Abraham Zapruder, przyszedł do pracy tego ranka bez swojej 8-milimetrowej kamery, ponieważ postanowił nie filmować kawalkady, gdyż tego ranka padał deszcz. Około południa deszcz ustał, a sekretarka Zaprudera, Lillian Rogers, zachęciła go, aby poszedł do domu po kamerę i sfilmował kawalkadę. Zapruder początkowo chciał filmować kawalkadę z okna swojego biura, ale później zdecydował się na Dealey Plaza, ze względu na lepszy widok. Wybrał betonowy cokół, który rozciąga się od muru oporowego, który był częścią betonowej pergoli Johna Neely’ego Bryana na trawiastym pagórku na północ od Elm Street, na Dealey Plaza. Sitzman zaproponowała, że dołączy do Zaprudera, ponieważ cierpiał na zawroty głowy i obawiał się stanąć na cokole bez pomocy. Sitzman i Zapruder wspięli się na mierzący 1,2 metra cokół. Podczas gdy Sitzman stała za Zapruderem i trzymała go za płaszcz, aby go ustabilizować, on zaczął filmować prezydencką kolumnę samochodów skręcającą z Houston Street na Elm Street. Śmiertelny strzał w głowę trafił prezydenta Kennedy’ego, gdy jego limuzyna przejeżdżała niemal dokładnie przed ich pozycją, 20 metrów od centrum Elm Street. 
Marilyn Sitzman nie została wezwana przez Komisję Warrena i Komisję Śledczą Izby Reprezentantów do Spraw Zabójstw, ale po zamachu była wielokrotnie przesłuchiwana przez różnych badaczy i dziennikarzy. W wywiadzie w 1993 roku nadal utrzymywała, że pierwszy strzał, który usłyszała, padł z kierunku Texas School Book Depository, ale w książce opublikowanej w 2013 roku stwierdziła, że uważa, iż istnieje możliwość, że za drewnianym płotem lub w jego pobliżu na trawiastym pagórku, znajdował się drugi strzelec z tłumikiem dźwięku na karabinie, bowiem nie było słychać z tego miejsca wystrzałów. Niektórzy badacze zamachu, badający niewyraźne kształty na zdjęciu zrobionym przez Mary Moorman, tuż po śmiertelnym strzale w głowę prezydenta, dostrzegli tak zwanego „człowieka z odznaką” celującego z karabinu z trawiastego pagórka. Inna osoba, Gordon Arnold, powiedział w wywiadzie w 1978 roku, że stał w tym miejscu i filmował kolumnę prezydenckiej kawalkady.
W wywiadzie z badaczem Josiahem Thompsonem przeprowadzonym 29 listopada 1966 roku, Sitzman powiedziała kto znajdował się w wysokiej wnęce w kształcie litery L, około 8,2 metra na prawo od niej wzdłuż ścieżki od schodów w górę trawiastego pagórka do obszaru za pergolą: młoda czarnoskóra para siedziała na ławce, jadła lunch i piła napoje gazowane. Kiedy rozległy się strzały, para pobiegła ścieżką do obszaru za pergolą. Sitzman przypomniała sobie, że słyszała, jak podczas biegu rozbija się butelka po napoju gazowanym. Zapytana, czy widziała kogoś jeszcze w tym obszarze między betonowym murem a drewnianym płotem na trawiastym pagórku, Sitzman powiedziała, że tylko tę parę.
Marilyn Sitzman zmarła na raka 11 sierpnia 1993 roku w wieku 53 lat w Mesquite w stanie Teksas.

## Filmy
W filmie JFK w reżyserii Olivera Stone’a (1991), w rolę Marilyn Sitzman wcieliła się Lynne Rostochil, a w filmie Parkland w reżyserii Petera Landesmana (2013), Bitsie Tulloch.